# La Estrella (Colombia)
La Estrella è un comune della Colombia facente parte del dipartimento di Antioquia.
Il centro abitato venne fondato nel 1685, mentre l'istituzione del comune è del 1833.